# Lancillotto 008/Ah, lavorare è bello
Lancillotto 008/Ah, lavorare è bello è un singolo di Lino Toffolo, pubblicato nel febbraio 1980.

## Descrizione
Il primo brano, scritto da Claudio Daiano su musica e arrangiamento di Angelo Valsiglio, era la sigla della serie televisiva statunitense omonima. Sul lato B è incisa Ah, lavorare è bello, scritta dallo stesso Toffolo, già presente come lato B del singolo del 1970 E tu vedi tu. Il brano vede la partecipazione dell'orchestra di Luciano Michelini e vede ai cori I Cantori Moderni di Alessandroni